# Sant Martí de Riner
Sant Martí de Riner és una església del municipi de Riner (Solsonès) inclosa en l'Inventari del Patrimoni Arquitectònic de Catalunya.

## Descripció

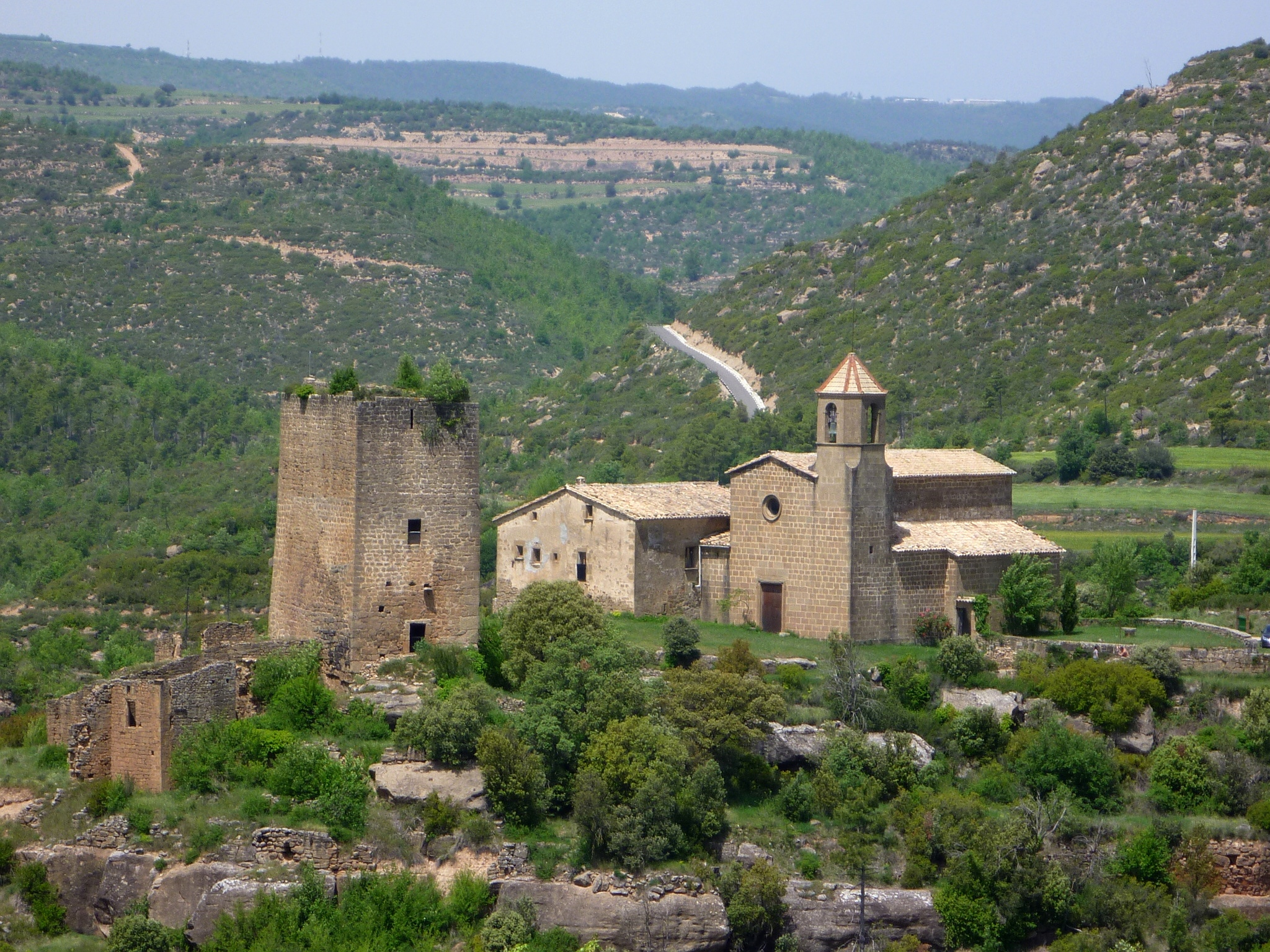
Conjunt de castell, rectoria i església de Rinrer

Església de planta rectangular i coberta a dos vessants, molt reformada. És d'una sola nau i l'interior està arrebossat. A la façana principal hi ha la porta que és rectangular amb llinda de pedra i damunt té una pedra amb la data però posada a l'inrevés. En un costat hi ha el campanar, una torre de base quadrada i coronament octogonal. El parament és de carreus col·locat en filades. Adossada a l'església, hi ha la rectoria, una petita masia del segle xviii.

## Història
Construïda damunt de la primitiva església de Riner, de la que se'n tenen notícies documentals des del segle xii, quan l'any 1192, Ponç de Cervera la cedí a l'església de Cardona.
L'església de Riner actualment és parroquial i té per sufragània la de Freixinet.